# Фуга
Фуга (лат. fuga — «біг», «втеча», «швидкий плин») — музична форма, заснована на розвитку однієї теми (рідше — двох або трьох тем), що проводиться поперемінно в різних голосах (вокальних або інструментальних). Цей поліфонічний (багатоголосний) музичний твір характеризується повтореннями основної теми у різних варіаціях, основна коротка тема (мелодія) переходить (ніби перебігає) від одного голосу до іншого. Фуга сформувалася у XVI–XVII столітті із вокального мотету й інструментального річеркару і стала найвищою поліфонічною формою.

## Будова
Форма фуги складається із проведень теми в різних перетвореннях, що чергуються з інтермедіями. Кожне проведення теми крім першого супроводжується контрапунктами — протискла́деннями.
Фуга складається з двох розділів — експозиції та вільного розділу, що перевищує експозицію у 2–3 рази. В свою чергу вільний розділ може складатися з середньої частини (розробки) та заключної частини (репризи).

### Тема фуги
Тема є одним з найважливіших факторів, що визначають характер фуги. Будова теми визначає структуру контрапунктів, інтермедій і всіх інших мотивів, що з'являться у творі.
Тема фуги може бути віднесена до однієї з трьох основних груп:
- «Atacca» — тема складається з кількох нот, в більшості випадків має виразний ритмічний малюнок.
- «Andamente» — відносно довга тема у спокійному темпі, не менше 2–3 тактів.
- «Sogetto» — всі інші типи, що нараховує звичайно від півтора до кількох тактів — це найпоширеніший тип теми.

Типи Sogetto і Andamente мають власну мікроструктуру — зокрема виділяють початковий мотив і розвиток. Початковий мотив є найбільш характеристичним зерном теми, за яким кожного разу впізнається її вступ. Ця характерність може досягатися специфічною ритмічною фігурою (наприклад синкопою, затактом, або тріоллю, якщо решта матеріалу характеризується подвійним ритмічним поділом) або характерним інтервальним ходом.

### Протискладення
Кожного разу, коли звучить тема (за винятком першого проведення), в інших голосах проводиться музичний матеріал, що називається протискла́денням. Протискладення мусить ритмічно відрізнятися від теми, щоб надавати останній рельєф. Розрізняють два види протискладення:
- утримане протискладення — завжди проводиться в одному з голосів разом з проведенням теми без змін.
- неутримане протискладення — проводиться разом з темою лише інколи, або може зазнавати значних змін і перетворень.

### Структурні розділи
Експозицією називається послідовність перших проведень теми в усіх голосах фуги. Усі голоси вступають з один за одним вступають з викладенням теми в основній (dux) та домінантовій (comes) тональностях почергово (dux, comes, dux, comes). Перша імітація теми в домінантовій тональності називається відповіддю.
Розробка містить проведення тем в різних тональностях і перетвореннях.
В репризі тема повертається в основній тональності; у цьому розділі наступає кульмінація фуги. Перед завершенням форми часто вводиться т.зв. органний пункт (витриманий звук) на домінанті, фінальна каденція приводить до тоніки.
|       | Експозиція | Експозиція      | Експозиція  | Експозиція | Експозиція               |                     | 1а частина розробки     | 1а частина розробки                  |                     | 2а частина розробки |                     | Реприза | Реприза             |         |
|       | Тоніка (Т) | Домінанта (D)   |             | T          | (D-додаткове проведення) |                     | Паралельний мажор/мінор | Домінанта до паралельної тональності |                     | Субдомінанта        |                     | T       | T                   |         |
| ----- | ---------- | --------------- | ----------- | ---------- | ------------------------ | ------------------- | ----------------------- | ------------------------------------ | ------------------- | ------------------- | ------------------- | ------- | ------------------- | ------- |
| Сопр. | Тема       | Протискладення1 | K O Д E T A | ПС²        | О                        | І Н Т Е Р М E Д І Я | ПС1                     | ПС²                                  | І Н Т Е Р М E Д І Я | Т                   | І Н Т Е Р М E Д І Я | ПС1     | Вільний контрапункт | К O Д A |
| Альт  |            | Відповідь       | K O Д E T A | ПС1        | ПС²                      | І Н Т Е Р М E Д І Я | Т                       | ПС1                                  | І Н Т Е Р М E Д І Я | ПС²                 | І Н Т Е Р М E Д І Я | Т       | ПС1                 | К O Д A |
| Бас   |            |                 | K O Д E T A | Т          | ПС1                      | І Н Т Е Р М E Д І Я | ПС²                     | О                                    | І Н Т Е Р М E Д І Я | ПС1                 | І Н Т Е Р М E Д І Я | ПС²     | Т                   | К O Д A |

### Прийоми розвитку
До основних прийомів розвитку фуги належать:
- інверсія, або обернення теми — інтервали теми викладаються в протилежному напрямку по висоті, але в тому ж ритмі;
- ракохід — зворотний рух теми, більше помітний на око, ніж на слух.
- зменшення — проведення теми у пришвидшеному русі (як правило в два рази)
- збільшення — проведення теми в уповільненому русі (як правило в два рази, часто застосовується в кінці твору)
- стретто — канонічне проведення тем при якому імітуючий голос вступає до того, як тема закінчилась в попередньому, таким чином окремі частини теми одночасно звучать у різних голосах. В рідких випадках стретто застосовують в експозиції — в цьому разі фуга називається стретною фугою.

### Різновиди
У залежності від кількості тем, розрізняють:
- просту фугу (одна одноголосна тема),
- подвійну фугу — дві одноголосні теми з роздільною або спільною експозиціями
- потрійну фугу — три одноголосні теми з роздільною або спільною експозиціями

У залежності від кількості голосів, фуга може бути
- двоголосною
- триголосною
- чотириголосною
- п'ятиголосною

Фуга може бути окремим твором, частиною циклічного твору (напр. прелюдія і фуга), або розділом більшого твору (т. зв. фугато).

## Історія
Термін «фуга» використався вже в Середньовіччя, але тоді ним позначався будь-який імітаційний контрапункт (тобто добуток, у якому один голос час від часу повторює інший), у тому числі канон й інші типи творів, які згодом виділилися в окремі музичні форми. Техніка фуги у сучасному розумінні цього терміну почала розроблятись у XVI столітті.
Прийоми проведення теми, що встановилися у фузі (а саме імітація теми квінтою вище строю теми, тобто відповідь), були у вигляді натяків уже в органних ричеркарах Клаудіо Меруло (помер в 1604 р.), а також у французьких канцонах (Canzone alla francese) Джованні Габріелі (1557−1613), представників венеційської школи.
У музиці епохи Бароко фуга стає центральним жанром. Фуги включалися в найрізноманітніші музичні форми. Фуги писали Фрескобальді, Фробергер, Букстехуде; Гендель часто включав фуги в ораторії. Клавірні сюїти часто завершувалися жигою, написаної у формі фуги. У французьких увертюрах після повільного вступу була присутня швидка частина у формі фуги. Друга частина церковної сонати звичайно писалася у формі фуги (як, наприклад, у Кореллі).
Найвидатнішим творцем фуг епохи бароко вважається Йоганн Себастьян Бах. Протягом життя він часто брав участь у змаганнях, де учасникам надавалися теми, на які вони повинні були негайно скласти й зіграти фуги (на органі або клавесині). Бах часто включав фуги в різні камерні твори, наприклад, відомий Концерт для двох скрипок ре мінор, BWV 1043, хоча й не контрапунктичний у цілому, містить вступну частину у формі фуги.
Найвідомішими циклами фуг Баха є «Добре темперований клавір» й «Мистецтво фуги» для клавесина. «Мистецтво фуги» є циклом фуг (а також 4 канонів) на одну тему, що поступово перетворюється по ходу циклу. «Добре темперований клавір» складається із двох томів, написаних Бахом у різні періоди життя. Кожен том містить 24 прелюдії й фуги в усіх тональностях. Крім згаданих творів, Бах написав дуже багато окремих фуг, а також включав елементи фуг в інші свої твори.
Хоча Бах не був широко відомим композитором при житті, його вплив на музику поширювався завдяки його синові К. Ф. Е. Баху й теоретикові Марпургу (1718–1795), що написав роботу «Abhandlung von der Fuge» («Посібник з фуги»), засновану на творах Баха.

### Класицизм

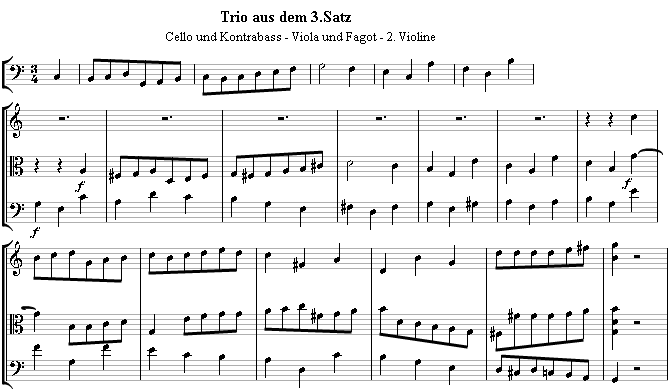
Фугато з п'ятої симфонії Бетховена

З приходом епохи класицизму фуга перестала бути не лише центральною музичною формою, а й взагалі характерним жанром епохи. Чимало композиторів епохи класицизму зверталися до форми фуги, але використовували її здебільшого усередині інших музичних форм. Характерною рисою також є те, що фуга не складала весь твір: кінець майже завжди залишався гомофонно-гармонічним.
Й. Гайдн вперше використав форму фуги в «Сонячних квартетах» (op. 20, 1772 р.): три з них закінчуються фугами. Цей прийом Гайдн згодом повторив у квартеті Op. 50 № 4 (1787 р.). Хоча Гайдн не використовував форму фуги в інших квартетах, після того як він почув ораторії Генделя під час поїздок в Лондон (у 1791–1793 та 1794–1795 роках), Гайдн вивчив і використав техніку Генделя в зрілих ораторіях «Створення світу» і «Пори року».
В. А. Моцарт вивчав контрапункт під керівництвом падре Мартіні, перебуваючи в Римі. Однак найбільший вплив на Моцарта в цій області справив барон Готфрід ван Світен, з яким Моцарт познайомився у Відні біля 1782 року. Ван Світен зібрав велику кількість рукописів Баха і Генделя під час дипломатичної служби в Берліні. Він запропонував Моцарту ознайомитися з колекцією і перекласти деякі твори для інших складів інструментів. Моцарт був вражений цими творами і написав кілька перекладень фуг з «Добре темперованого клавіру» Баха для струнного тріо, написавши прелюдії до них самостійно. Згодом Моцарт написав кілька фуг, наслідуючи твори епохи Бароко: це, наприклад, фуги для струнного квартету, K 405 (1782 р.) і фуга до мінор для двох фортепіано, K 426 (1783 р.). Пізніше Моцарт використовував форму фуги у фіналі 41 симфонії і в опері «Чарівна флейта». Кілька частин його Реквієму також містять фуги (Kyrie і три фуги в Domine Jesu); він також залишив ескізи фуги, яка повинна була завершувати твір.
Л. Бетховен виконував прелюдії і фуги з «Добре темперованого клавіру» ще на початку своєї
кар'єри у Відні. Форма фуги зустрічається в ранніх фортепіанних сонатах Бетховена, в 3 і 4 частинах Героїчної симфонії (1805 р.), в 3 частини П'ятої симфонії (1808 р.). Тим не менш, фуга не відігравала помітної ролі у творчості Бетховена до пізнього періоду. Форма Фуги використана у розробці останньої частини фортепіанної сонати op. 101 (1816 р.) і фіналі фортепіанної сонати № 29 (1818 р.) і струнного квартету № 13 (1825 р.); фуга з останнього твору згодом була опублікована окремо («Grosse Fuge», «Велика фуга»). Остання фортепіанна соната Бетховена (op. 111, 1822 р.) містить структуру фуги в першій частині, написаній у сонатній формі. Елементи фуги також зустрічаються в творі «Missa Solemnis» та у фіналі Дев'ятої симфонії.

### Романтизм
На початок епохи романтизму фуга стала міцно асоціюватися з музикою епохи Бароко. Однак створення фуг залишалося важливою частиною музичної освіти в XIX столітті, особливо після публікації зібрань творів Баха і Генделя. Інтерес до музики цих композиторів відродився.
Приклади використання форми фуги в еру романтизму можна знайти в останній частині «Фантастичної симфонії» Берліоза або в увертюрі до «Нюрнберзькі мейстерзінгери» Р. Вагнера. Фінал опери Верді «Фальстаф» написаний у формі десятиголосної фуги. Включали в свої твори фуги й такі композитори як Роберт Шуман, Ф. Мендельсон та Й. Брамс. Фінальна частина фортепіанного квінтету Шумана є подвійною фугами, а твори op. 126, 72 і 60 є фугами для фортепіано (фуга op. 60 заснована на темі BACH). Фугами закінчуються «Варіації і фуга на тему Генделя» і соната для віолончелі № 1 Брамса. Ріхард Штраус включив фугу в свій твір «Так говорив Заратустра» для підкреслення високої інтелектуальної цінності науки. Глазунов написав дуже складну Прелюдію і фугу ре мінор (op. 62) для фортепіано.

### XX століття
Макс Регер, композитор епохи пізнього романтизму, виявив найбільший інтерес до фуги з усіх своїх сучасників. Багато його органні твори містять фуги або є такими. Два найбільш часто виконуваних твори Регера, варіації на тему Гіллера і варіації на тему Моцарта, закінчуються фугами для оркестру.
Форму фуги використовували й інші композитори XX століття. «Музика для струнних, ударних і челести» Бели Бартока відкривається фугою, в якій основним структурним інтервалом є тритон, а не звичайна квінта. Фуги зустрічаються і в заключних частинах його струнного квартету № 1, струнного квартету № 5, концерту для оркестру і фортепіанного концерту № 3. Друга частина сонати для скрипки соло також написана у формі фуги. Чеський композитор Яромир Вейнбергер навчався мистецтву писати фуги у Макса Регера. Цей композитор володів надзвичайним талантом та здібностями до написання фуг; чудовим прикладом його творчості може служити «Полька і фуга» з його опери «волинщик Швандя».
Включав фуги в свої твори і Ігор Стравінський, наприклад в «Симфонії псалмів» та концерті ми-бемоль мажор. Остання частина відомої сонати для фортепіано Барбера є «модернізованої» фугою, в якій тема фуги розвивається в різних контрапунктичних ситуаціях. Практику написання циклів фуг за образом бахівського «Добре темперованого клавіру» продовжили Пауль Гіндеміт в поліфонічному циклі «Ludus Tonalis», Кайхосру Сорабджі в деяких творах, включаючи «Opus clavicembalisticum», і Дмитро Шостакович в «24 прелюдіях і фугах». Фуга для оркестру зустрічається в творі Бріттена «Путівник по оркестру для юнацтва»: тут усі проведення теми виконуються різними інструментами. Фуга зустрічається в «Вестсайдській історії» Леонарда Бернстайна, а Франк Лессер включив «Фугу хвальків» у мюзикл «Хлопці і лялечки». Джазовий музикант Алек Темплтон написав фугу «Бах йде до міста», пізніше записану Бенні Гудманом. Кілька фуг в стилі Nuevo tango написав Астор П'яццола. Дьордь Лігеті включив фугу в свій реквієм (1966 р.): це п'ятичастинна фуга, кожна частина якої послідовно поділяється на 4 голоси, що утворюють канон. Серед композиторів XX століття, які найчастіше зверталися до фуги, слід зазначити американця Алана Хованесса. При цьому його фуги часто забарвлені яскравим східним колоритом.
У XX столітті композитори розвинули напрями, задані «Великими фугами» Бетховена; використовувався «вільний контрапункт» і «дисонансні контрапункт». Техніка написання фуги, виявлена Марпургом, стала частиною теоретичної основи дванадцятитонової техніки Шенберга. В творчості українських композиторів слід відмітити цикл 34 прелюдії і фуги В. С. Бібіка для фортепіано.